# Eucalyptus melanoxylon
Eucalyptus melanoxylon är en myrtenväxtart som beskrevs av Joseph Henry Maiden. Eucalyptus melanoxylon ingår i släktet Eucalyptus och familjen myrtenväxter. Inga underarter finns listade i Catalogue of Life.